# Caspar de Robles
 Der er for få eller ingen kildehenvisninger i denne artikel, hvilket er et problem. Du kan hjælpe ved at angive troværdige kilder til de påstande, som fremføres i artiklen.

Caspar de Robles (fra Gaspard di Robles, født 1527 i Madrid, død 4. april 1585 i Antwerpen), også kendt som Billy af Artois som følge af et ægteskab i 1558 med Jeanne de Saint-Quentin, Baronesse af Billy, var en nederlandsk statholder i Frisland, Groningen og Drenthe i 1568-1576, det vil sige i begyndelsen af Firsårskrigen.

## Opvækst
De Robles var søn af Dona Maria de Leyte, sandsynligvis en sygeplejerske for Philip II af Spanien, og João Lopes af Robles. I 1558 giftede han sig med Jeanne de Saint-Quentin, baronesse af Billy, og blev ejer af slottet og landet Billy i amtet Artois syd for byen Lille.

## Militærliv
Den 17. maj 1568 ankom de Robles med 1.800 vallonske soldater under hans ledelse til den frisiske havneby Harlingen. Seks dage senere blev han besejret af Ludvig af Nassau i slaget ved Heiligerlee, sammen med den spanske hær og Jean de Ligne, hertug af Arenberg, som blev dræbt.
De Robles tog derefter del i den sejrrige kamp for Jemmingen mod de hollandske oprørere ledet af Ludvig af Nassau, som det kun lige lykkedes at undslippe. Derfor blev de Robles statholder af Frisland og forhindrede opstande i de frisiske byer, som kun havde begrænsede forsvar. Han støttede Fadrique Álvarez de Toledo med 1.000 vallonske soldater under belejringen af den hollandske Haarlem. Den 23. maj 1573 blev han lidt såret af et skud fra en musket.

## Civile begivenheder
Den 1. november 1570 blev Frisland hærget af Allehelgens Oversvømmelsen, som oversvømmede over hele regionen. Større skader og ødelagte diger var resultaterne. Der var et presserende behov for at reparere diget, men friserne kunne ikke blive enige om omkostningerne. Takket være en indsats fra de Robles blev det hurtigt aftalt at lukke og styrke digerne (især omkring Harlingen). Arbejdet på digerne blev delt i to dele. Den nordlige del skulle vedligeholdes af indre Dijkers og den sydlige del vedligeholdes af ydre Dijkers.
Da arbejdet blev udført, besluttede indre Dijkers at opføre et monument, der markerede grænsen af deres område. De valgte at bygge en mindesøjle til ære for de Robles, der kom til at hedde "Stenmanden" (frisisk: Stiennen Man). Denne mindesøjle i Westerburcht syd for Harlingen kom i mange år til at markere grænsen mellem to vandbestyrelser og kan stadig besøges i dag. De Robles var også ansvarlig for opførelsen af Kolonelsdiep (opkaldt efter ham), mellem Bergumermeer og Briltil (vest for Zuidhorn). Derved blev Leeuwarden og Groningen forbundet med en sikker vejforbindelse. Den tog tre måneder at bygge og blev anvendt i 400 år, først i 1965 blev den afløst af en ny kanal.

## Nedgang
I løbet af årene blev Caspar de Robles stadig mindre populær. De spanske soldater var allerede en måned bagud i lønudbetalinger og var meget utilfredse, og han bad hertugen af Alva om at betale ham for sit arbejde. I 1576 tog han til Groningen for at dulme oprørsfølelserne hos soldaterne men blev fanget af sine egne soldater, da Spanien blev erklæret konkurs. Det markerede slutningen på Caspar de Robles magt i den nordlige del af Nederlandene.
Caspar de Robles døde i 1585 under belejringen af Antwerpen. Under belejringen havde spanierne blokeret Schelde med en bro af skibe for at udsulte byen. Nederlandske soldater gjorde adskillige forsøg på at bryde igennem blokaden, men alle disse forsøg mislykkedes. Et af forsøgene involverede at sende to skibe, der var fyldt med krudt. Det første skib eksploderede harmløst mod kysten, men den anden nåede broen og eksploderede med ødelæggende kraft, og dræbte straks omkring 800 spanske soldater, og de Robles var en af de ofrene.